# Пясино
Пя́сино — озеро ледникового происхождения в России на юго-западе Северо-Сибирской низменности на территории Красноярского края, примерно в 20 км от Норильска. Замерзает в начале октября, вскрывается от льда в конце июня — начале июля. Площадь поверхности — 735 км². Максимальная глубина — 39,1 м. Высота над уровнем моря — 28 м.

## Описание

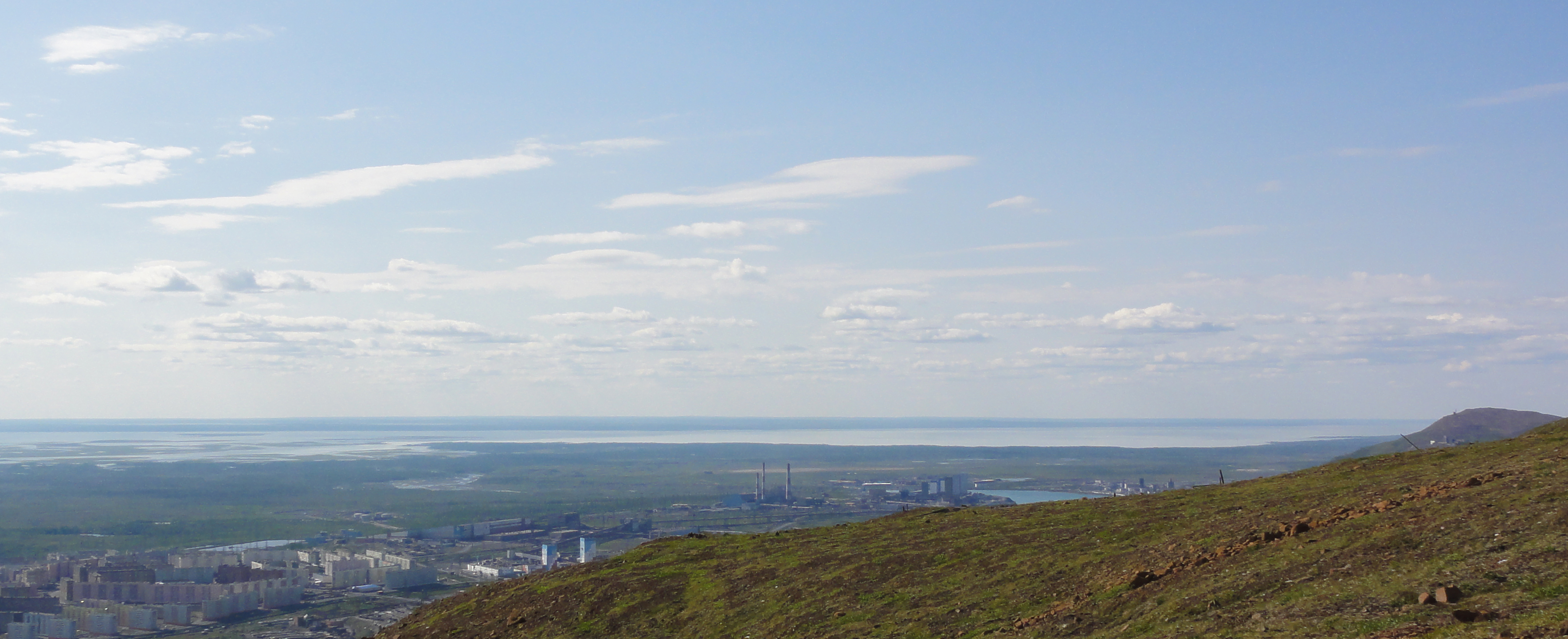
Устье Норилки и южная часть Пясино (вид с Талнахских гор)

Из озера вытекает единственная река Пясина, основной приток — р. Норильская, последний можно считать верхним течением реки Пясина, которая на севере современного озера подпружена грядой конечной морены. Норильская при впадении в озеро образует речную дельту, частью которой является также река Амбарная. Другие притоки озера не значительны. Площадь водосбора — 24000 км².
Берега Пясино в основном пологие, местами заболоченные. Озеро собирает воды крупных озёр Лама, Кета и Глубокое в горах Путорана.
В 5,5 км от юго-западного берега Пясино находится Усун-Кюёль, откуда в Пясино вытекает ручей Вертлявый.

## Происшествия
- 20 сентября 2009 года на озере затонул частный теплоход с экипажем из 2 человек и 10 пассажирами, семеро из которых пропали без вести[6].
- 29 мая 2020 года в реку Амбарная вылилось около 20 тысяч тонн дизельного топлива. Чтобы не допустить попадания токсичных веществ в озеро Пясино, реку Пясина и Карское море, на реках Амбарная и Далдыкан были установлены боновые ограждения[7]. По мнению заведующего лабораторией водной экологии Института водных и экологических проблем Сибирского отделения РАН Владимира Кириллова, озеро Пясино уже много лет назад было превращено в сточную канаву и отстойник для норильских предприятий. Озеро Пясино это мёртвое озеро, в которое попадают шлам и хвосты производства Норильского никеля[8]. Выпуск мальков в озеро Пясино в Росрыболовстве сочли нецелесообразным[9]
- 28 июня 2020 года экологами зафиксирован сброс из хвостохранилища Талнахской обогатительной фабрики (ТОФ) жидких отходов, содержащих тяжёлые металлы и поверхностно-активные вещества. Жидкость из хранилища выкачивалась насосами и сливалась в тундру. Сливаемые отходы ручьями стекали в реку Хараелах, которая впадает в реку Норильскую, а та — в озеро Пясино[10]